# 119
Évszázadok: 1. század – 2. század – 3. század
Évtizedek: 60-as évek – 70-es évek – 80-as évek – 90-es évek – 100-as évek – 110-es évek – 120-as évek – 130-as évek – 140-es évek – 150-es évek – 160-as évek
Évek: 114 – 115 – 116 – 117 –  118 – 119 – 120 – 121 – 122 – 123 – 124

## Események

### Római Birodalom
- Hadrianus császárt (helyettese májustól M. Paccius Silvanus Q. Coredius Gallus Gargilius Antiquus, novembertől	C. Herennius Capella) és Publius Dasumius Rusticust (helyettese A. Platorius Nepos, Q. Vibius Gallus és L. Coelius Rufus) választják consulnak.
- Britanniában lázadás tör ki. Quintus Pompeius Falco kormányzó nehezen boldogul a felkelőkkel, a Legio VI Victrixet Észak-Britanniába vezénylik a már meglévő haderő megerősítésére.
- Meghal Salonia Matidia, Hadrianus anyósa (Traianus unokahúga). Temetésén maga a császár mond beszédet, istenné nyilvánítja őt, saját templomot és oltárt építtet az emlékére (ezzel Matidia az első istenné nyilvánított nő, aki saját templomot kap).

## Halálozások
- December 23. – Salonia Matidia, Traianus unokahúga
- Asti Secundus, keresztény mártír

## Fordítás
- Ez a szócikk részben vagy egészben  az   AD 119 című angol Wikipédia-szócikk ezen változatának fordításán alapul.  Az eredeti cikk szerkesztőit annak laptörténete sorolja fel. Ez a jelzés csupán a megfogalmazás eredetét és a szerzői jogokat jelzi, nem szolgál a cikkben szereplő információk forrásmegjelöléseként.